# Astrologia

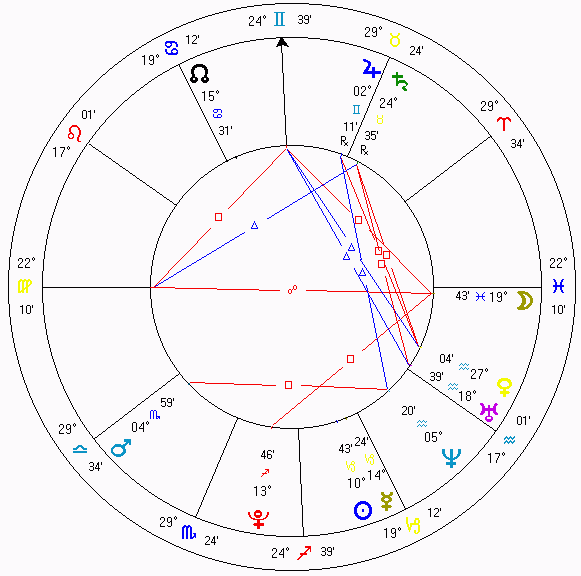
Um mapa natal calculado para o começo do Terceiro Milênio, 1 de janeiro de 2001, às 00h00 (horário de verão) em São Paulo, no Brasil.

Astrologia (do grego astron, "astros", "estrelas", "corpos celestes", e logos, "palavra", "estudo") é uma gama de práticas divinatórias, reconhecida como pseudocientífica desde o século XVIII, segundo a qual as posições relativas dos corpos celestes poderiam prover informação sobre a personalidade, as relações humanas, e outros assuntos relacionados à vida do ser humano. 
Ela é também bastante utilizada como oráculo, e por isso, é uma importante parte da religiosidade de alguns povos, como ocorre até hoje no hinduísmo e judaísmo. O psicanalista suíço Carl Gustav Jung desenvolveu a teoria da Sincronicidade para explicar o possível funcionamento da astrologia. No entanto, ela ainda é largamente refutada por cientistas e por uma parte da sociedade, por não ter embasamento científico real.

## Estudos científicos
Nenhum estudo científico realizado até hoje mostrou a eficiência da astrologia para descrever personalidades ou fazer previsões e, por isto, ela é considerada pela comunidade científica uma pseudociência ou superstição, não compatível com o método científico.

## Astrologia e ciência
A comunidade científica não considera a astrologia uma ciência, embora haja astrólogos que procurem dar respeitabilidade às suas atividades usando justificações que afirmam serem científicas. Um grande número de astrólogos praticantes e de "filósofos da astrologia" a vê como uma arte baseada em conhecimento técnico, conhecimento tradicional e uma concepção sistêmica do universo.[carece de fontes?]
Uma das ideias base da astrologia, talvez seu pilar fundamental, é a de que "os eventos na Terra estão relacionados aos movimentos dos planetas no céu".
Na tentativa de estabelecer reconhecimento pela ciência oficial, o trabalho estatístico de Michel Gauquelin analisando exaustivamente a possível influência de determinados planetas no sucesso profissional via confronto de dados coletados com o mapa astral de diversas personalidades importantes em várias áreas de atuação é amplamente citado pelos astrólogos quando se encontram em meios acadêmicos; contudo, a pergunta chave ainda persiste: "Por que as posições de outros planetas contra o céu ao fundo, conforme vistos da Terra, deveriam ter quaisquer correlações com as macromoléculas que se denominam vida inteligente e um planeta inferior?"
Uma questão importante que pesa contra a validade da astrologia atrela-se aos gêmeos univitelinos. A concepção é única, e há casos em que "o encontro com a luz" dá-se com diferença de menos de um minuto, de forma que as posições dos astros no céu são, para ambos, exatamente as mesmas uma vez consideradas as incertezas intrínsecas à confecção de seus mapas astrais. Contudo, não raro são os casos em que os gêmeos têm personalidades e destinos muito distintos um  do outro. A situação mostra-se análoga ao se considerarem casos de nascimentos simultâneos a partir de mães diferentes. Outra questão importante atrela-se à não falseabilidade das afirmações astrológicas. São poucas para não dizer inexistentes as "previsões" astrológicas que não se mostram vagas o suficiente para se aplicarem a qualquer situação.
Geoffrey Dean, pesquisador australiano que realizou testes extensivos sobre astrologia, inverteu as leituras astrológicas de 22 pessoas, substituindo as frases originais dos horóscopos por outras que diziam o oposto. Ainda assim, as pessoas nesse estudo disseram que as leituras se aplicavam a elas tão frequentemente (95% das vezes) quanto as pessoas a quem foram dadas as leituras corretas. Aparentemente, aqueles que procuram astrólogos desejam apenas uma orientação, qualquer que seja ela.